# Каляпин, Андрей Вячеславович
Андре́й Вячесла́вович Каля́пин (5 сентября 1979, село Пригородное, Сердобский район, Пензенская область, РСФСР, СССР — 31 августа 1999, Махачкала, Дагестан, Россия) — рядовой внутренних войск МВД РФ, участник второй чеченской войны, Герой Российской Федерации (1999).

## Биография
Андрей Каляпин родился 5 сентября 1979 года в селе Пригородное Сердобского района Пензенской области. Окончив среднюю школу и профессионально-техническое училище по специальности сварщика. В декабре 1997 года Каляпин был призван на службу во внутренние войска. Окончив учебное подразделение, после чего стал служить стрелком-водителем бронетранспортёра в Калаче-на-Дону. Во время второй чеченской войны в составе 22-й отдельной бригады оперативного назначения был направлен в Дагестан, где участвовал в боях с бандформированиями сепаратистов.
28—30 августа 1999 года Каляпин принимал участие в штурме горы Чабан у села Чабанмахи, Буйнакского района, Республики Дагестан. Захватив позиции на горе, он участвовал в удержании этой высоты. 30 августа, когда рядом с его товарищами упала вражеская граната, Каляпин закрыл их собой, получив смертельные ранения, от которых скончался на следующий день, в госпитале, в Махачкале. Похоронен в родном селе.
Указом Президента Российской Федерации № 1355 от 14 октября 1999 года рядовой Андрей Каляпин посмертно был удостоен высокого звания Героя Российской Федерации. Навечно зачислен в списки личного состава воинской части.
В честь Каляпина названа школа, которую он оканчивал, и установлен бюст в Сердобске.